# Berberis lempergiana
Berberis lempergiana är en berberisväxtart som beskrevs av Ahrendt. Berberis lempergiana ingår i släktet berberisar, och familjen berberisväxter. Inga underarter finns listade i Catalogue of Life.